# Los Gallos (Chiclana de la Frontera)
Los Gallos es una localidad y pedanía española perteneciente al municipio gaditano de Chiclana
de la Frontera. Tiene 3.456 habitantes.

## Relieve
Los Gallos está situado a una altitud de 8,3 metros de altura encima del nivel del mar y una inclinación del 20.89%

## Clima
Su temperatura media anual es de 17.60 Cº. En los meses más cálidos la media es de 30.60 Cº y los más fríos de 7,30 Cº
La Precipitación media anual es de 644mm